# Salorino
Salorino è un comune spagnolo di 775 abitanti situato nella comunità autonoma dell'Estremadura.